# Eugene Reybold

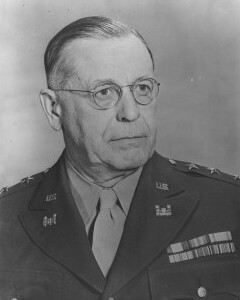
Eugene Reybold

Eugene Reybold (* 13. Februar 1884 in Delaware City, New Castle County, Delaware; † 21. November 1961 in Washington, D.C.) war ein Generalleutnant der United States Army. Er war unter anderem Kommandeur des United States Army Corps of Engineers.
Eugene Reybold war der Sohn von John Franklin Reybold und dessen Frau Lydia Maxwell Tybout. Im Jahr 1903 absolvierte er das Delaware College aus dem die heutige University of Delaware hervorging. Anschließend war er bis 1908 für die Army-Engineers (Pioniere) tätig, wo er zum Offizier ausgebildet wurde. Im Jahr 1908 gelangte er in das Offizierskorps des US-Heeres. Dort wurde er als Leutnant der Küstenartillerie zugeteilt. In der Armee durchlief er anschließend alle Offiziersränge vom Leutnant bis zum Drei-Sterne-General. Außerdem erhielt er im Jahr 1941 die Ehrendoktorwürde der University of Delaware und in den Jahren 1942 und 1943 akademische Grade der University of Arkansas und der Drexel University.
Im Lauf seiner militärischen Karriere absolvierte Reybold verschiedene Kurse und Schulungen. Dazu gehörten unter anderem die Coast Artillery School in Fort Monroe in Virginia (1916), die Coast Artillery Field Officers School ebenfalls in Fort Monroe (1922), das Command and General Staff College (1923) und das United States Army War College (1927).
In seinen jüngeren Jahren absolvierte er den für Offiziere in den niederen Rangstufen üblichen Dienst in verschiedenen Einheiten und Standorten. In den Jahren 1910 bis 1913 war er auf den Philippinen stationiert. Anschließend war er bis 1915 in Boston bei Truppen zur Verteidigung der Hafenanlagen tätig. In den folgenden Jahren bis 1922 war Eugene Reybold in Fort Monroe zunächst Dozent und später Kommandeur der dortigen Artillery School. Daher nahm er nicht am Ersten Weltkrieg teil. Danach war er von 1923 bis 1926 Dozent und Fakultätsmitglied am Command and General Staff College.
Im Jahr 1926 wechselte Reybold zu den Pionieren (Corps of Engineers). Dort gehörten der Hochwasserschutz, der Ausbau von Hafenanlagen und deren militärischer Verteidigung, Flussregulierungen sowie der Bau von Schleusen und Stauwerken, Straßen und Flugplätzen zu seinem Aufgabenbereich. Dabei wurde er in den folgenden Jahren an verschiedene Standorte innerhalb der Vereinigten Staaten versetzt. Dazu zählten unter anderem die Bezirke um Buffalo im Bundesstaat New York, Wilmington in North Carolina und Memphis in Tennessee. In Memphis war er bei einer Einheit eingesetzt, die in den Jahren 1935 bis 1937 Hochwasserschutzanlagen am Mississippi River errichtete. Danach war er von 1937 bis 1940 in Little Rock in Arkansas am Arkansas River und den dortigen Hafenanlagen tätig.
Im Jahr 1940 wurde Reybold zum Kriegsministerium in Washington, D.C. versetzt. Dort gehörte er zwischen August 1940 und September 1941 der Stabsabteilung G4 für Logistik an. In diese Zeit fiel am 1. Oktober 1940 seine Beförderung zum Brigadegeneral. Im Oktober 1941 erhielt er als Nachfolger von Julian Larcombe Schley das Kommando über das United States Army Corps of Engineers. Diesen Posten hatte er bis zum Ende des Zweiten Weltkriegs inne. Dabei stieg er in der Army of the United States bis zum Generalleutnant auf. Am 30. September 1945 endete sein Kommando und Raymond Albert Wheeler übernahm die Stelle als Kommandeur des Corps of Engineers. Am 30. Januar 1946 wurde Reybold um einen Dienstgrad auf den eines Major Generals der regulären Armee zurückgestuft, wie es nach Kriegsende US-Armee durchaus üblich war. Einen Tag später, am 31. Januar 1946, ging Reybold in den Ruhestand.
Der mit Margaret Eyre Moore verheiratete Offizier starb am 21. November 1961 in der Bundeshauptstadt Washington, D.C.

## Orden und Auszeichnungen
Eugene Reybold erhielt im Lauf seiner militärischen Laufbahn unter anderem folgende Auszeichnungen:
- Defense Distinguished Service Medal
- Orden der Ehrenlegion (Frankreich)
- Order of the British Empire (Großbritannien)